# Zebronia
Zebronia là một chi bướm đêm thuộc họ Crambidae.

## Các loài
- Zebronia mahensis (T.B. Fletcher, 1910)
- Zebronia ornatalis Leech, 1889
- Zebronia phenice (Stoll in Cramer & Stoll, 1782)
- Zebronia trilinealis Walker, 1865
- Zebronia virginalis Viette, 1958

## Loài trước đây
- Zebronia mariaehelenae Legrand, 1966